# Hüttensand

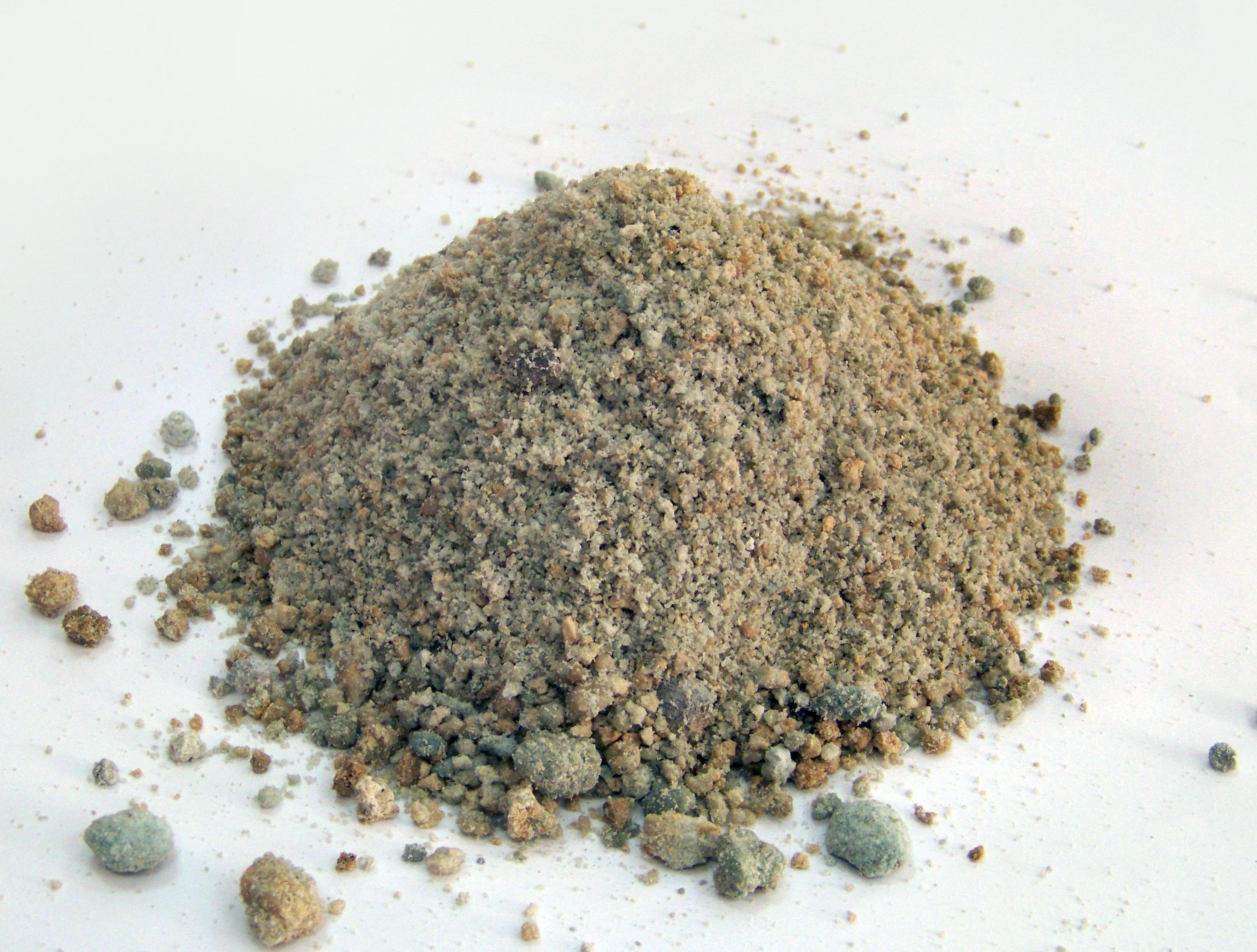
Hüttensand

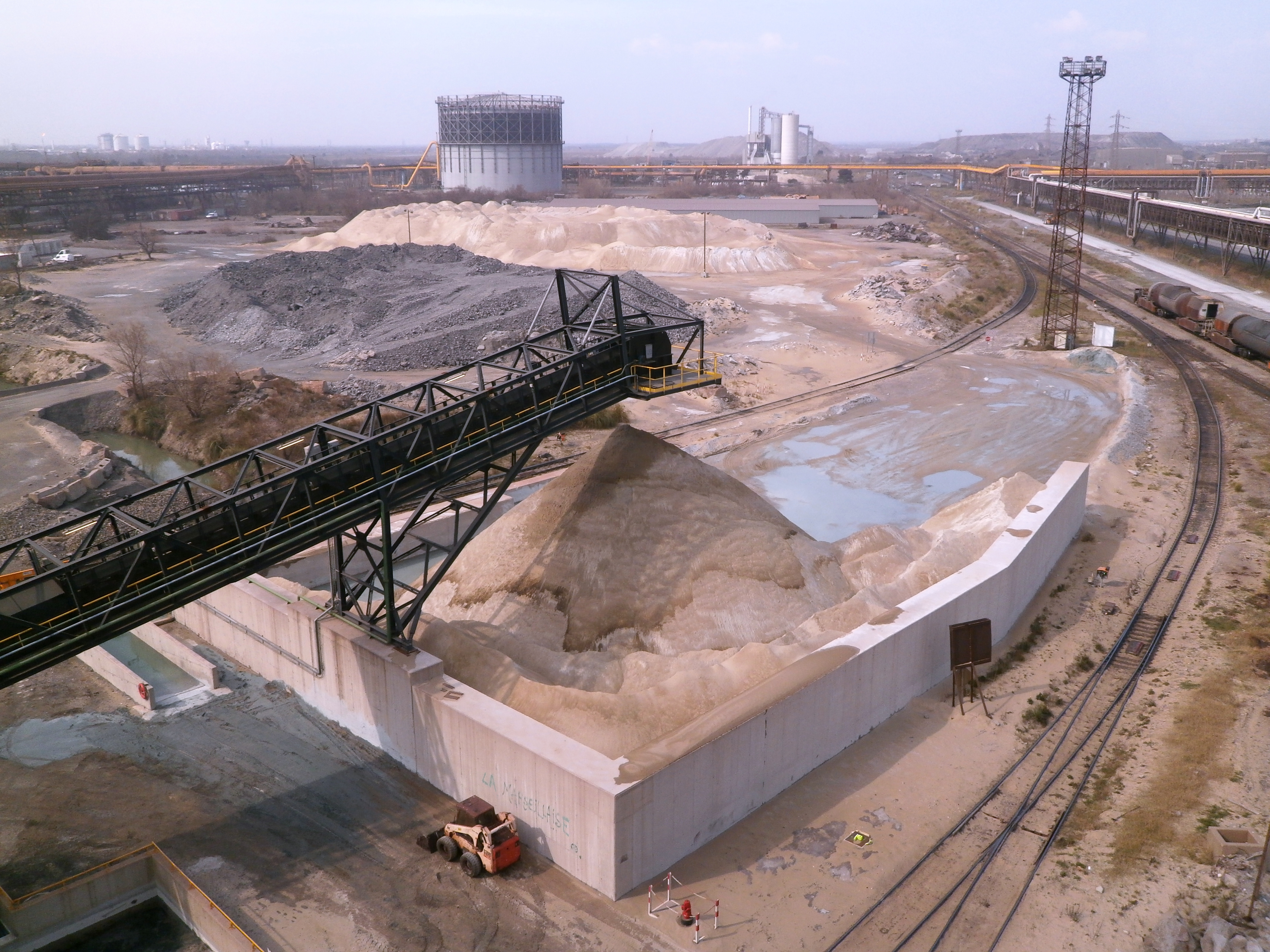
Hüttensandhalde im Stahlwerk in Fos-sur-Mer, Frankreich. Links dahinter eine graue Schlackenhalde.

Der Hütten- oder Schlackensand entsteht durch Granulation von flüssiger Hochofenschlacke mit Wasser und/oder Luft. Er ist ein feinkörniges (< 5 mm), glasiges Nebenprodukt der Roheisenherstellung im Hochofen. 2005 wurden in Deutschland ca. 5,7 Mio. t Hüttensand hergestellt.
Hüttensand besteht aus ca. 30–45 % CaO, 30–45 % SiO2, 5–15 % Al2O3, 4–17 % MgO, 0,5–1 % S und Spuren anderer Elemente. Die Zusammensetzung variiert in Abhängigkeit von den Einsatzstoffen des Hochofens (Möller). Seine Reindichte beträgt etwa 2,9 g/cm3. Hüttensandkörner können sehr dicht, aber auch sehr porös sein. Im Vergleich zu mineralischen Stoffen sind sie häufig relativ schwer mahlbar. Meist enthält Hüttensand auch feine nadelförmige Glaspartikel, Aerosole mit Hüttensand sind daher gesundheitsschädlich und Hüttensand kann ohne weitere Bindemittel nicht verwendet werden.
Aufgrund seiner physikalischen und chemischen Eigenschaften wird gemahlener Hüttensand seit über 100 Jahren überwiegend in der Zementindustrie als Hauptbestandteil von sogenannten Portlandhütten- und Hochofenzementen (CEM II/S und CEM III nach EN 197) verwendet. Diese Zemente weisen einige besondere Eigenschaften auf. Betone mit diesen Zementen sind z. B. besonders resistent gegen den Angriff von Chemikalien und Streusalz sowie gegen die Alkali-Kieselsäure-Reaktion. Außerdem verläuft die Hydratation des Zementes bei gleicher Feinheit meist langsamer als bei normalen Portlandzementen. Das führt dazu, dass die freigesetzte Hydratationswärme niedriger ist, was insbesondere bei massigen Betonbauten wie z. B. Brückenpfeilern, Talsperren, Großfundamenten, Schleusen etc. vorteilhaft ist, da zum einen einer Rissbildung durch Zwangsspannungen infolge der Wärmedehnung vorgebeugt wird und zum anderen die Freisetzung von Reaktionsenthalpie vermindert wird, welche zu einem "Verbrennen" (Verlust von Wasser und dadurch zum Erliegenkommen der Hydratation, das Ergebnis ist ein nur teilweise ausgehärteter Beton) des Betons führen würde. Optisch fallen Betone mit hüttensandhaltigen Zementen durch ihre hellgraue, fast weiße Färbung auf. Die Herstellung hüttensandhaltiger Zemente benötigt wesentlich weniger Primärenergie und verursacht wesentlich weniger CO2-Emissionen (Treibhauseffekt) als die Herstellung von Portlandzement.